# 西村彦四郎
西村 彦四郎（にしむら ひこしろう、1955年 - ）は、株式会社サクラクレパス代表取締役社長。西村治兵衛の曾孫、サクラクレパス社長西村俊一 (実業家)の甥。

## 人物
兵庫県生まれ。1979年3月、成蹊大学法学部卒業。1980年5月にサクラクレパスへ入社。2014年3月、同社代表取締役社長に就任した。
同社の前社長で現会長の西村貞一の従弟にあたる。
2014年10月14日放送のテレビ東京系『戦士の逸品』に出演した。

## 略歴
- 1979年3月 - 成蹊大学法学部卒業
- 1980年5月 - 株式会社サクラクレパス入社
- 1996年9月 - 同社 営業企画本部長
- 1998年12月 - 同社 取締役営業企画本部長
- 2003年12月 - 同社 常務取締役営業企画本部長
- 2010年3月 - 同社 専務取締役営業本部長
- 2014年3月 - 同社 代表取締役社長[2]